# 欧初
欧初（1921年—2017年10月31日），男，祖籍广东中山，生于广州，中华人民共和国政治人物，曾任广州市人大常委会主任，第三、七届全国人大代表。